# Michiko Matsumoto
Michiko Matsumoto (松本 路子, Matsumoto Michiko, née en 1950) est une photographe japonaise.
Elle est originaire de la préfecture de Shizuoka en 1950, et en 1974 est diplômée  de l'Université Hōsei à (Tokyo). Elle est actuellement basée à Tokyo.
Elle commence dans les années 1980 avec plusieurs séries de portraits d'artistes vivant dans différents pays et les principaux danseurs de grandes compagnies de danse.
Elle a publié 10 livres de photographie. Ses œuvres figurent dans les collections de plusieurs musées à l'étranger.

## Expositions

### Expositions personnelles (sélection)
- 1974 Yoko Ono in New York 3points, Tokyo
- 1978 Women Come Alive Pepe, Tokyo
- 1978 In South East Asia Hankyu Art Gallery, Osaka
- 1981 Niki de Saint Phalle Space Niki, Tokyo
- 1983 Portraits of New York Women Parco Gallery, Tokyo, Sapporo
- 1986 Niki de Saint Phalle Parco SR6, Tokyo
- 1988 Portraits ~ Women Artists Soho Photo Gallery, New York États-Unis
- 1989 Portraits of Dancers 1 Gallery Selare, Tokyo
- 1990 Portraits of Women Artists Keihan Art Gallery, Osaka
- 1990-1998 Portraits of Dancers 2-5 Gallery Selare, Tokyo
- 1998 Dancers Dentsu Kosan Gallery, Tokyo
- 1999 Nicolas Le Rishe in Paris" Gallery Selare, Tokyo
- 2000 White on White Heart & Color, Tokyo
- 2001 Ruzimatov in St. Petersburg  Egg Gallery, Tokyo
- 2002 Homage to Niki de Saint Phalle Gallery Colorium, Tokyo, Prinz, Kyoto
- 2004 Meditative Body, Awaked City Gallery 21、Tokyo
- 2004 Sessions Zeit-Foto Salon, Tokyo
- 2005 Rose Passion Gallery Colorium, Tokyo
- 2007 Cloths with Soul Gallery le bain, Tokyo
- 2007 Meditative Body - from St. Petersburg Gallery Tosei, Tokyo
- 2009 The Name of Roses Junkudo, Tokyo
- 2010 The Witches Tea Party (Portraits de Niki de Saint Phalle) Tokinowasuremono, Tokyo

### Expositions de groupe (sélection)
- 1987 : Contemporary Japanese Photography Toured Europe
- 1988 : Faces of 20th Century by Distinguished Photographers Asahi Gallery, Tokyo
- 1990 : Women Photographers Nikon Salon, New York,
- 1995 : Objects, faces and Anti-Narratives musée métropolitain de photographie de Tokyo
- 1998-2000 : Women Photographers from Japan Toured U.S.A.
- 2003 : Mon Paris Gallery 21, Tokyo
- 2006 : Photographs of Kazuo Oono, Fukushima Photo Museum
- 2007 : Works from the Photographic Art in Japan, Shanghai Art Museum, China
- 2008 : Visions des Artistes Féminines Gallery 21, Tokyo
- 2008 : Esprit de Paris Gallery 21, Tokyo
- 2008 : Vision of America III musée métropolitain de photographie de Tokyo
- 2010 : Onna Tachidomaranai Jyoseitachi (musée métropolitain de photographie de Tokyo)
- 2010 : Human Images of 20th Century ~All photographs are portraits~(musée métropolitain de photographie de Tokyo)

## Publications
- (en + ja) Nobiyaka onna-tachi (のびやかな女たち?) / Women Come Alive. Tokyo: Hanashi no Tokushū-sha, 1978. Portraits de femmes.
- (ja) Shōzō Nyūyōku no onna-tachi ((肖像ニューヨークの女たち?)) / Portraits of New York women. Tokyo: Tōjusha, 1983.
- (ja) Ochiai Keiko, Matsumoto Michiko no heya (落合恵子・松本路子の部屋?) / Série Chambre Tokyo: Ōbunsha, 1985.  (ISBN 4-01-071344-5). Avec Keiko Ochiai.
- (ja + en) Niki do Sanfāru (ニキ・ド・サンファール?) / Portrait of Niki de Saint Phalle. Tokyo: Parco, 1986.  (ISBN 4-89194-127-8). À propos de Niki de Saint Phalle.
- (ja) Portraits: Josei ātisto no shōjō Portraits  (女性アーティストの肖像?) / Portraits: Women Artists. Tokyo: Kawade Shobo Shinsha, 1995.  (ISBN 4-309-90152-2).
- (ja) Dancers: Erosu no shōjō Dancers  (エロスの肖像?). Kodansha, 1998.  (ISBN 4-06-209239-5) Portraits de danseurs.
- (ja) Portraits: 54-nin no josei ātisto-tachi Portraits 54 (人の女性アーティストたち?). Kyoto: Kyōto Shoin, 1999.  (ISBN 4-7636-1745-1). Portraits de 54 femmes artistes.
- (ja) Haretara bara hiyori (晴れたらバラ日和?) / Rose Passion. Kyoto: Tankōsha, 2005.  (ISBN 4-473-03246-9).
- (ja) Tamashii no nuno: Monsūn-Ajia 12-jin no josei-sakka-tachi (魂の布 モンスーンアジア12人の女性作家たち?). Kyoto: Tankōsha, 2007.  (ISBN 978-4-473-03410-6). Portraits de 12 femmes artistes de monsoon Asia.
- (ja) Yōroppa bara no namae o meguru tabi (ヨーロッパ バラの名前をめぐる旅?) / The Seven Roses Story. Tokyo: Media Factory, 2009.  (ISBN 978-4-8401-2711-0).

## Collections publiques
- Musée métropolitain de photographie de Tokyo, Tokyo[2].
- Bibliothèque Nationale, Paris
- Museum of Liberty Osaka, Osaka
- Museum of Josei University, Tokyo
- Niki Museum, Nasu, Tochigi

## Source
- (ja) Nihon shashinka jiten (日本写真家事典 (?)) / 328 Outstanding Japanese Photographers. Kyoto: Tankōsha, 2000.  (ISBN 4-473-01750-8). en dépit du titre alternatif en anglais, tous les textes sont en japonais.